# Campodea californiensis
Campodea californiensis är en urinsektsart som beskrevs av Hilton 1932. Campodea californiensis ingår i släktet Campodea och familjen Campodeidae.

## Underarter
Arten delas in i följande underarter:
- C. c. nordica
- C. c. californiensis